# Песское сельское поселение
Песское сельское поселение — упразднённое муниципальное образование в Хвойнинском муниципальном районе Новгородской области России.
Административный центр — село Песь, находится к западу от Хвойной. Постоянное население (на 1 января 2009 г.) — 1959 человека, 86 % из них проживают в административном центре — селе Песь.
В марте 2020 года упразднено в связи с преобразованием муниципального района в муниципальный округ. Оно соответствует административно-территориальной единице Песское поселение Хвойнинского района.

## География
Территория поселения расположена на северо-востоке Новгородской области. На территории муниципального образования находится множество озёр — Ракитинское, Быковское, Лопатинское, Емецкое и др. По территории протекает река Песь и др.

## История
Песское сельское поселение было образовано законом Новгородской области от 17 января 2005 года № 396-ОЗ, Песское поселение — законом Новгородской области от 11 ноября 2005 года № 559-ОЗ.

## Население
| 2010 | 2012  | 2013  | 2014  | 2015  | 2016  | 2017  |
| ---- | ----- | ----- | ----- | ----- | ----- | ----- |
| 1892 | ↘1837 | ↗1858 | ↘1811 | ↗1812 | ↘1797 | ↘1762 |

## Населённые пункты
В состав поселения входят 10 населённых пунктов.
| №  | Населённый пункт | Тип населённого пункта | Население |
| -- | ---------------- | ---------------------- | --------- |
| 1  | Василёво         | деревня                | →0        |
| 2  | Грива            | деревня                | →0        |
| 3  | Исаиха           | деревня                | →1        |
| 4  | Лесной           | посёлок                | ↘121      |
| 5  | Лопатино         | деревня                | ↘1        |
| 6  | Песь             | деревня                | ↘5        |
| 7  | Песь             | село                   | ↗1684     |
| 8  | Ракитино         | деревня                | ↘80       |
| 9  | Сафоново         | деревня                | →0        |
| 10 | Яхново           | деревня                | ↘0        |

## Транспорт
По территории поселения проходят пути Октябрьской железной дороги линии Санкт-Петербург — Мга — Кириши — Неболчи — Хвойная — Кабожа — Пестово — Сонково — Москва (Москва Савел.).